# Денис Денисов
Денис Валерјевич Денисов (рус. Дени́с Вале́рьевич Дени́сов; 31. децембар 1981, Харков, Украјинска ССР, Совјетски Савез) професионални је руски хокејаш на леду који игра на позицији одбрамбеног играча, а повремено и као лево крило.
Тренутно игра за екипу ХК ЦСКА из Москве који се такмичи у Континенталној хокејашкој лиги (КХЛ).
Са репрезентацијом Русије освојио је две златне медаље на светским првенствима (2012. и 2014) и једну бронзу на Светском првенству 2005. године.
Иако је још 2000. године изабран као 149. пик на драфту НХЛ лиге од стране екипе Бафало Сејберса, никада није заиграо у Националној хокејашкој лиги. Читаву каријеру играо је за руске клубове који су се такмичили у Суперлиги Русије и у Континенталној хокејашкој лиги.
Током каријере освојио је следеће титуле:
- Првенство Русије 2006. са екипом Ак Барса из Казања;
- Треће место на првенствима Русије 2004. и 2007. године;
- Победник Шпенглеровог купа 2008. и 2010. год;
- Вицешампион Континенталног купа 2007;
- Светски првак са репрезентацијом Русије 2012. и 2014;
- Треће место на светском првенству 2005;